# Jackie Chan
Chan Kong-sang (成龍 ou 房仕龍) (Victoria Peak, Hong Kong, 7 de abril de 1954), mais conhecido como Jackie Chan, é um ator, produtor, roteirista, coreógrafo, diretor de cinema, cantor e especialista em artes marciais honconguês, tendo estudado hapkido, Karatê e vários estilos de Kung Fu, como Drunken Fist, Wing Chun, Shaolin do Norte, Monkey Style e Wushu moderno.
Um fato que ajuda no sucesso de Jackie Chan é o seu carisma com o público. Entretanto, o seu estilo original de fazer filmes é que foi realmente decisivo para a sua carreira: Jackie Chan utiliza diversos objetos em suas cenas de luta, entre eles cadeiras, mesas, lâmpadas, cordas, etc. Outra característica marcante é que Jackie Chan dispensa o uso de dublês para as cenas perigosas — graças a isso, diversas vezes já quebrou o nariz, o tornozelo e os dedos.Claro que com o passar do tempo ele aceitou a ajuda de dublês em certas cenas.Também é típico dos filmes de Jackie Chan a exibição dos erros de filmagem antes, durante ou depois dos créditos finais e a inclusão de cenas de humor em meio às lutas ou em outras partes do filme, mesmo quando este não é de humor.
Jackie Chan é um dos atores orientais que faz maior sucesso no Ocidente. Além dos filmes em que participou, ainda há uma história em quadrinhos e um desenho animado com o seu nome. Jackie Chan também possui uma estrela na Calçada da Fama, localizada em Byken 6801 Hollywood Boulevard, e uma estrela na Avenida das Estrelas de Hong Kong, sendo considerado por muitos como o maior ator oriental.

## Biografia

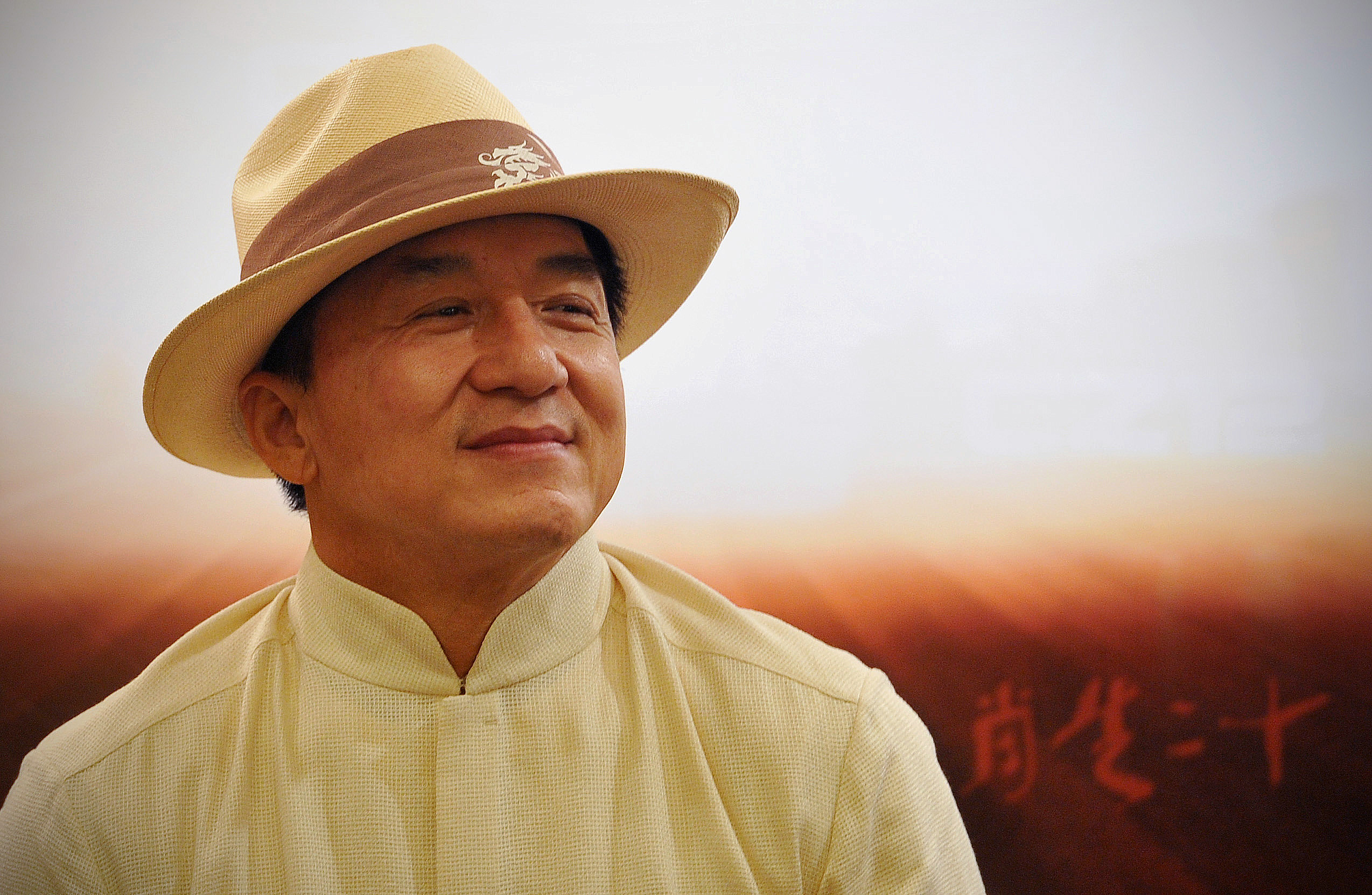
Jackie Chan em 2012

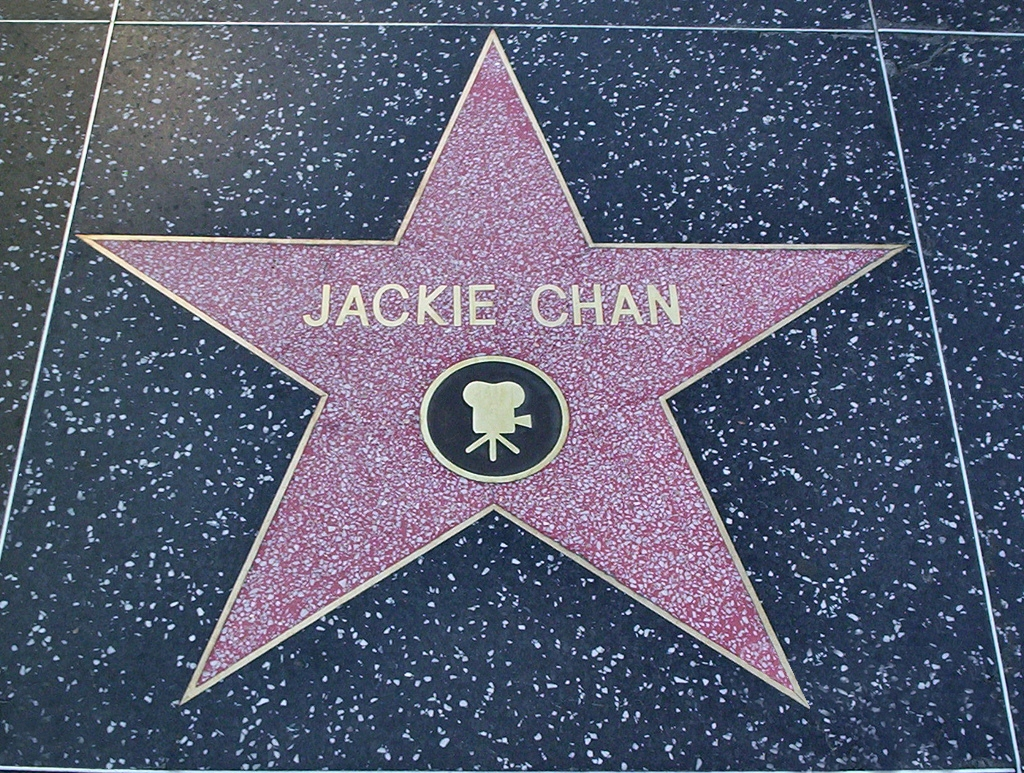
Estrela de Jackie Chan na Calçada da Fama em Hollywood.

Jackie Chan (conhecido em Hong Kong como "Dragão Chan", em pin yin "cheng long" 成龙) nasceu numa família extremamente pobre,por isso Chan quase foi vendido para um rico casal britânico quando era bebê. Por volta de 1960, seu pai, Charles Chan Chi-Ping, e sua mãe, Lee-Lee Chan Yuet-Wing, fugiram para Camberra, na Austrália, como refugiados da Guerra Civil Chinesa. Antes de deixar a República Popular da China, Lee-Lee era empregada doméstica e Charles era mordomo. Ambos trabalhavam para o embaixador francês em Hong Kong.
Chan, quando criança, foi apelidado por sua mãe de Pao-Pao ("Bola de canhão" em chinês) por ser uma criança com muita energia e estar sempre rolando pelo chão afora e por, aos cinco anos, pesar quase 50 Kg. Aos sete anos, Jackie Chan deu seu primeiro passo rumo à carreira artística, matriculando-se na Escola de Ópera de Pequim. O treinamento na ópera de Pequim era rigoroso; lá, os alunos aprendiam dança, canto e outros tipos de arte. Foi então que Jackie Chan começou a descobrir seu talento com as acrobacias e as artes marciais.

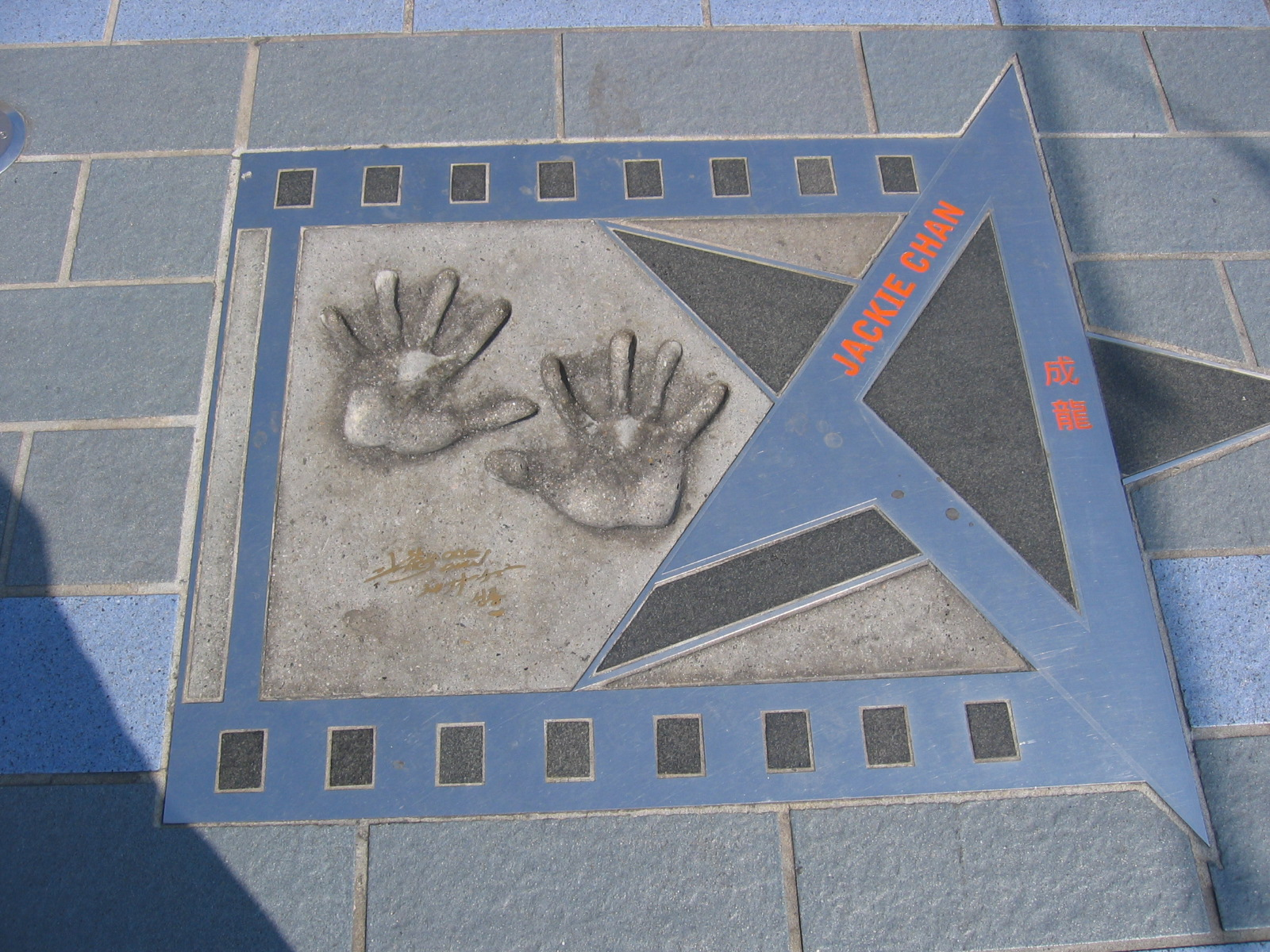
Estrela de Jackie Chan na Avenida das Estrelas, em Hong Kong.

Passado algum tempo, um cineasta local visitou a ópera e convidou Jackie Chan para fazer uma pequena participação no seu longa-metragem. Jackie Chan se destacava entre os demais dublês e figurantes, assim novos convites surgiram.
A primeira performance pública de Jackie Chan foi num grupo chamado Seven Little Fortunes, composto pelos melhores alunos de sua escola. Os membros do grupo incluíam também Yuen Biao, Sammo Hung e Yuen Wah.
Em dezembro de 1982, já como um ator de sucesso, Chan casou-se com a atriz taiwanesa Joan Lin Feng-Jiao, com quem teve um filho em 1983 batizado de Chan Cho Ming.
São tantas as curiosidades a respeito de Jackie Chan e sua família que, em 2003, o ator fez um documentário chamado Traces of a Dragon: Jackie Chan and His Lost Family que abordava exclusivamente a família de Jackie Chan e sua vida pessoal.
Chan fundou, em 1988, uma instituição de caridade chamada Jackie Chan Charitable Foundation que repassa uma quantidade considerável de dinheiro para programas de caridade a crianças em vários países e para os mais diversos programas sociais, como os realizados pela Cruz Vermelha e pela UNICEF.

### Jackie Chan e os ursos de Berlim
Em 2003, Chan esteve em Berlim por diversas semanas, devido aos trabalhos de filmagem do filme "Around the World in 80 Days". Durante este período, ele se apaixonou pelo projeto dos ursos de Berlim e se empenhou para que, em 2004, fosse realizada uma exposição do círculo dos United Buddy Bears em Hong Kong, no Victoria Park. Durante a abertura da exposição, Jackie Chan repassou à UNICEF e a outras duas organizações infantis cheques no valor total de 4,14 milhões de dólares de Hong Kong.

## Filmografia e imagem nas telas

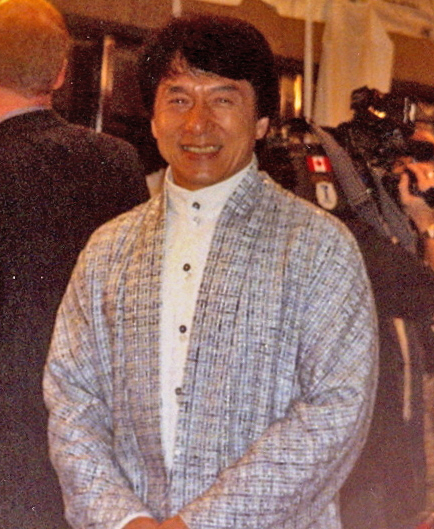
Chan no Festival de Toronto em 2005.

Jackie Chan participou de mais de 100 filmes ao longo de sua carreira, tendo nos primeiros 20 filmes papéis secundários como coadjuvante ou figurante e, a partir da década de 1980, como personagem principal em quase todos os filmes que participou.
Chan criou sua imagem nas telas como uma resposta a Bruce Lee e aos diversos imitadores que apareceram antes e depois da morte de Lee.
Apesar do sucesso da série A Hora do Rush, Chan comentou que demonstrou uma falta de entusiasmo com alguns de seus maiores projetos de Hollywood, temendo que espectadores chineses não os entendessem. Na mesma entrevista, Chan disse que ele não é completamente apaixonado com os filmes que faz nos Estados Unidos, ele usa os altos salários que recebe destes filmes para financiar projetos chineses com os quais possui mais interesse.
Em 2007, ficou cansado de ser estereotipado como um herói de ação, o inspirando a atuar com mais emoção em seus últimos filmes.
Em New Police Story, ele interpretou um personagem que sofre de alcoolismo e em luto por seus colegas assassinados. Para se distanciar ainda mais da imagem de mocinho, Chan interpretou um anti-herói pela primeira vez em Rob-B-Hood, estrelando como Thongs, um ladrão com problemas com o jogo.
Chan também é cantor e suas músicas são muito populares na Ásia, principalmente em Hong Kong. Sua primeira produção musical profissional foi feita na década de 1980, desde então Jackie Chan lançou mais de 20 álbuns, vários dos quais foram usados como trilha sonora em filmes que ele mesmo participou. Um fato relevante a respeito de suas músicas Chan canta em muitas línguas, incluindo coreano, mandarim, cantonês, japonês e inglês.

## Legado
Jackie Chan, um dos principais nomes do cinema mundial em artes marciais, fez fama com suas lutas incríveis, acrobacias inacreditáveis e simpatia. E, ao contrário da maioria das outras estrelas do cinema, ele sempre fez questão de atuar em todas suas cenas, sem dublês ou efeitos desnecessários. Isso quase o matou algumas vezes e, mesmo assim, nunca desistiu.
Em toda a carreira, Jackie fez mais de 100 filmes, que arrecadaram mais de 4,6 bilhões de dólares em todo mundo e conquistou uma estrela na calçada da fama, um Óscar honorário, se tornando o primeiro ator chinês a receber tal prêmio, além do respeito e carinho de milhões de fãs.

## Discografia
Álbuns de Estúdio
- 1984 - Love Me
- 1984 - Thank You
- 1985 - A Boy's Life
- 1986 - Shangrila
- 1986 - Sing Lung
- 1987 - No Problem
- 1988 - Jackie Chan
- 1992 - First Time
- 1996 - Dragon's Heart
- 2002 - With All One's Heart
- 2008 - Official Album for the Beijing 2008 Olympic Games –  Jackie Chan's Version
- 2018 - Music Life of Jackie Chan

Compilações
| Released | Name                      |
| -------- | ------------------------- |
| 1988     | The Best of Jackie Chan   |
| 1988     | Hong Kong, My Love        |
| 1989     | See You Again             |
| 1989     | Jackie                    |
| 1990     | Pride                     |
| 1995     | Best of Movie Themes      |
| 1999     | The Best of Jackie Chan   |
| 2000     | Asian Pop Gold            |
| 2005     | Jackie Chan Greatest Hits |

## Condecorações
- Embaixador da Boa Vontade da UNICEF

## Curiosidades
- É um cantor de sucesso na Ásia.[15]
- Em 2015, foi o segundo ator mais bem pago do mundo, faturando 50 milhões de dólares, somente atrás de Robert Downey Jr.[16]
- Até 2015, a Forbes estimava seu patrimônio em US$ 350 milhões.
- Em 2016, foi novamente o segundo ator mais bem pago do mundo, faturando 61 milhões de dólares, somente atrás de Dwayne Johnson.
- De todos os filmes que participou, Jackie Chan só interpretou um vilão, no filme Killer Meteor, de 1978. Depois disso, ele preferiu esquecer o personagem e só interpretar heróis.
- Em 2021, Jackie Chan anunciou que gostaria de se tornar membro do Partido Comunista Chinês.[17]